# Nanzi
Nanzi (chiń. upr. 楠梓区; chiń. trad. 楠梓區; pinyin Nánzǐ qū; Wade-Giles Nan-tzu ch’ü) – dzielnica (chiń. 區, qū) w rejonie miejskim miasta wydzielonego Kaohsiung na Tajwanie. 
23 czerwca 2009 komitet przy Ministrze Spraw Wewnętrznych Republiki Chińskiej zarekomendował scalenie dotychczasowego powiatu Kaohsiung (chiń. trad. 高雄縣; pinyin Gāoxióng xiàn) i miasta wydzielonego Kaohsiung (chiń. trad. 高雄直轄市; pinyin Gāoxióng zhíxiáshì) w jedno miasto wydzielone; Dotychczasowe dzielnice miejskie (chiń. 區, qū), jak Nanzi, zachowały po scaleniu swój dotychczasowy status. Ustawa weszła w życie 25 grudnia 2010 roku.
Populacja dzielnicy Nanzi w 2016 roku liczyła 181 845 mieszkańców – 92 336 kobiet i 89 509 mężczyzn. Liczba gospodarstw domowych wynosiła 69 012, co oznacza, że w jednym gospodarstwie zamieszkiwało średnio 2,63 osób.

## Demografia (2011–2016)
| Rok  | Liczba ludności | Gęstość zaludnienia | Kobiety | Mężczyźni | Gospodarstwa domowe |
| ---- | --------------- | ------------------- | ------- | --------- | ------------------- |
| 2011 | 173 969         | 6735                | 87 814  | 86 155    | 62 664              |
| 2012 | 175 798         | 6806                | 88 738  | 87 060    | 63 870              |
| 2013 | 177 579         | 6875                | 89 767  | 87 812    | 65 087              |
| 2014 | 178 532         | 6912                | 90 334  | 88 198    | 66 137              |
| 2015 | 179 931         | 6966                | 91 271  | 88 660    | 67 419              |
| 2016 | 181 845         | 7040                | 92 336  | 89 509    | 69 012              |